# Casa Fenoglio-Lafleur
(Rossana Bossaglia, Il Liberty in Italia)
La Casa Fenoglio-La Fleur è un edificio storico di Torino e rappresenta una delle più manifeste testimonianze della stagione del liberty italiano, in grado di competere con le maggiori espressioni di rilevanza internazionale, nonché vero emblema della stagione del liberty torinese.
L'edificio è compreso nel quartiere San Donato e sorge al centro di un'area di grande interesse architettonico che può contare un'alta densità di altri esempi di liberty e neogotico, comprendendo anche il confinante quartiere Cit Turin.

## Storia

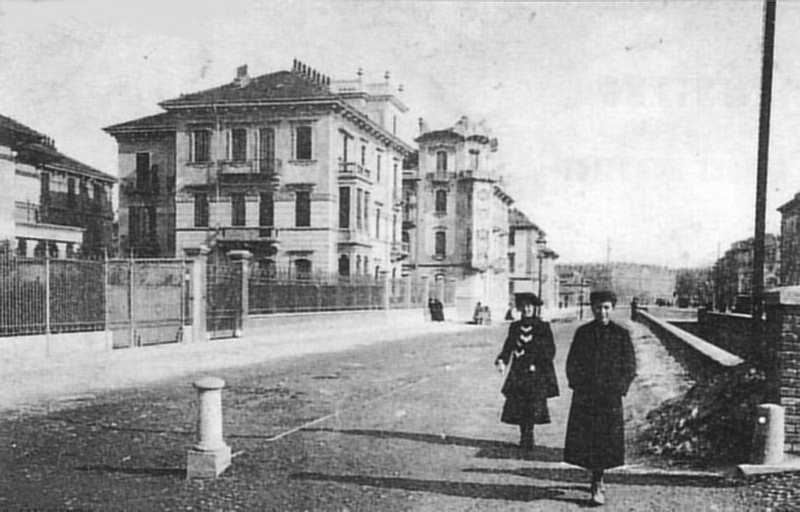
Una veduta dei primi anni del Novecento

Venne progettata nel 1902 dall'ingegner Pietro Fenoglio come sua abitazione privata, ma in realtà Fenoglio e la sua famiglia non abitarono a lungo nell'edificio, che venne venduto all'imprenditore francese Lafleur. Egli lo abitò fino alla sua morte e i suoi eredi cedettero la proprietà alla nota organizzazione filantropica torinese La Benefica, che vi ospitò per alcuni anni i suoi «giovani derelitti».
Risparmiata dai bombardamenti del secondo conflitto mondiale, l'intera struttura vide un periodo di decadenza, fino a quando fu oggetto di frazionamento per essere nuovamente venduta a privati, che si sono occupati di un attento restauro conservativo. Attualmente è sede di alcuni studi professionali e residenze private.

## Descrizione
L'edificio sorge al confine del centro storico e si sviluppa su tre piani fuori terra, più il piano mansardato. È caratterizzato dalla privilegiata collocazione angolare lungo l'asse di corso Francia, in corrispondenza di via Principi d'Acaja, dove si trovano l'ingresso principale (civico 11) e l'accesso carrabile al giardino interno. Fenoglio progettò l'edificio come propria abitazione concependola, secondo il gusto francese dell'epoca, come «casa-studio» e ciò favorì la massima libertà di espressione del proprio talento creativo, celando un probabile intento di realizzare anzitutto un vero e proprio modello estetico, nel pieno della gloriosa stagione del liberty torinese.

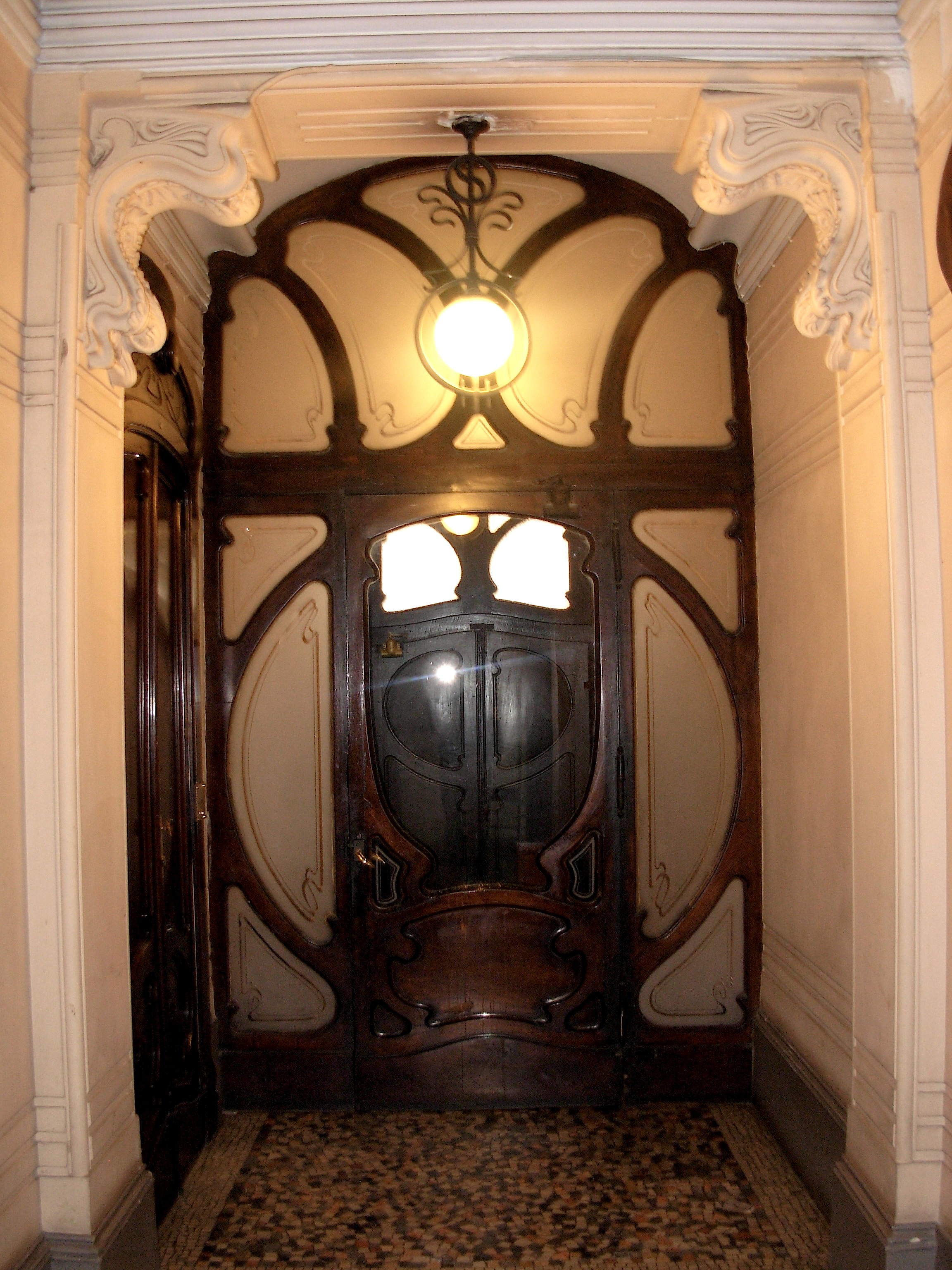
Particolare ritraente la porta interna dell'androne di ingresso

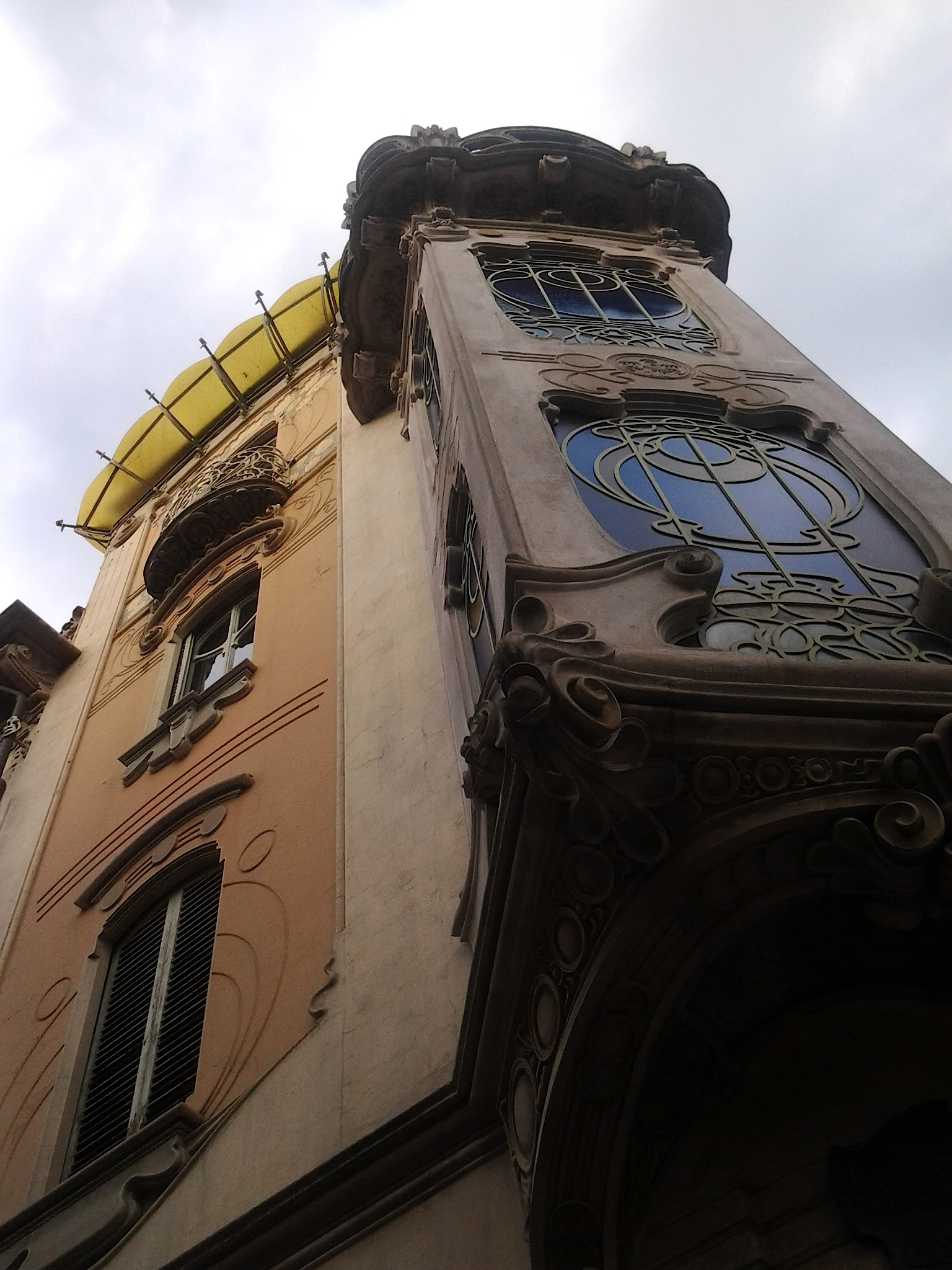
Un dettaglio del bovindo

Sebbene la struttura sia connotata da un'impostazione piuttosto tradizionale tipica di un'abitazione alto borghese, l'edificio è un ottimo ed equilibrato esempio di uso combinato di materiali. L'apparato decorativo è decisamente ricco seppur estremamente coerente con i più ricorrenti stilemi liberty fitomorfi, che si ritrovano diffusamente in tutto l'edificio ma che trionfano abbondantemente nel decoro del rosone superiore e nel caratteristico modulo angolare aggettante. Quest'ultimo costituisce l'elemento di connessione delle due ali dell'intero edificio ed è impreziosito da un pronunciato bovindo con vetratura policroma che esibisce un sinuoso intreccio in ferro battuto. L'andamento ondivago è piacevolmente riproposto nell'elegante linea dell'edicola in vetro che sovrasta il terrazzino, che pare citare esplicitamente le sinuosità parigine di Hector Guimard. Quest'ultima è stata ripristinata nell'ambito dell'attento restauro effettuato negli anni Novanta, che ha riportato l'intero edificio allo splendore originale.
L'opera di Fenoglio, infatti, qui più che mai sembra piacevolmente influenzata dalle correnti dell'art nouveau francese e belga, non solo per «l'attenta coerenza stilistica ma altresì per l'ambizione di conferire all'edificio una connotazione di respiro internazionale.»

Questo lo stimolo principale che spinse Pietro Fenoglio a dedicarsi personalmente alla progettazione di ogni più minimo dettaglio: dal disegno dei telai degli infissi, ai ricercati rilievi in litocemento, senza trascurare lo splendido portone interno che dà accesso all'androne principale, le chiambrane delle porte interne, nonché il singolare disegno dei caloriferi in ghisa.

## Come arrivarci
M1 Metropolitana Fermi - Lingotto (fermata Principi d'Acaja).

### Annotazioni
1. ↑  Autore delle celeberrime pensiline della metropolitana di Parigi.

### Fonti
1. 1 2  Riccardo Nelva, Bruno Signorelli, 1979, pp. 19-26.
2. ↑  Mila Leva Pistoi, 1969, pp. 176-180.
3. ↑  Riccardo Nelva, Bruno Signorelli, 1979, p. 20.